# 安野努
安野 努（やすの つとむ、1978年4月20日 - ）は、愛知県出身のアスレティックトレーナー、フィジカルコーチ、ストレングス&コンディショニングコーチ、サッカー指導者。

## 来歴
2003年にNSCAのストレングス＆コンディショニングスペシャリスト、2005年に柔道整復師、2007年に日本体育協会公認アスレティックトレーナー（現日本スポーツ協会公認アスレティックトレーナー）とJFA公認C級コーチライセンス、2008年にJATIのトレーニング指導者、2020年にJFA公認B級コーチライセンス、2021年にJFA公認C級フィジカルライセンスを取得。2023年にはJFA公認B級フィジカルライセンスを取得。
アスレティックトレーナー、パーソナルトレーナーとして東北地区で広く活動。主に仙台市での活動が中心であり、全国有数の強豪高校やクラブチーム、フィジックやスポーツ整形外科、メディカルフィットネスなどの施設にてスポーツ選手のアスレティックリハビリテーション、トレーニング指導も歴任。フェンシングやバスケットボール選手のパーソナルトレーニング指導も長きに渡り行われ、日本代表選手で活躍するまでになった選手も多くいる。2012年からは宮城県サッカー協会のスポーツ医学委員会トレーナーとして県内の指導者・選手の指導にも関わっている。
また教育現場でも活躍され、スポーツ強豪の高等学校の体育教師を4年間、スポーツトレーナー教育の専門学校や短期大学では10年間以上指導され、数多くの有能な学生を社会に送り出している。
今現在では多くのサッカーチームでも使用されるトラッキングシステム・GPSデバイスに関しても2016年から使用し、その活用法などをJFAやCatapult社の講習会などで発表されている。医療資格を有したトレーニング指導者として、ケガの予防やストレングストレーニング、フィットネストレーニングにストロングポイントを持っており、スポーツ専門誌への執筆や横浜市スポーツ医科学センターの講座などでも活躍されている。2020年には２年間、横浜F・マリノスで共にしたピーター・クラモフスキー監督の右腕として清水エスパルスに活躍の場を移した。2022年からはアルビレックス新潟にて活躍している。
2014年より徳島ヴォルティスでチーフトレーナーを歴任。
2016年から横浜FCのストレングス＆コンディショニングコーチに就任。
2017年シーズンをもって横浜FCのストレングス＆コンディショニングコーチを契約満了となる。
2018年より横浜F・マリノスのコンディショニングコーチに就任。    選手のコンディション作りで活躍され、2019年のJ１リーグ優勝に貢献。
2020年より清水エスパルスのフィジカルコーチに就任。    同年11月、ピーター・クラモフスキー監督の契約解除に伴い、安野も契約解除となった。
2021年には仙台大学から出向してマイナビ仙台レディースのアカデミーフィジカルアドバイザーコーチを務め、2022年からはアルビレックス新潟のフィジカルコーチに就任した。
2022年シーズンから松橋力蔵監督の右腕として活動。松橋監督とは2019年マリノス以来の共闘。チーム強化に尽力しJ2リーグ優勝に貢献。2023年シーズンからアカデミー、レディースのフィジカル強化のアドバイスも担う。2023年6月にはJATIから2023年度の優秀トレーニング指導者賞も受賞されている。2024年シーズンはリーグ戦は残留争いに巻き込まれるも、ルヴァン杯ではクラブ初の決勝に進出し、準優勝に貢献。 2024年シーズンをもってアルビレックス新潟を退任となる。

## 学歴
- 蒲郡市立大塚小学校
- 蒲郡市立大塚中学校
- 愛知県立西尾高等学校
- 仙台大学体育学部体育学科
- 赤門鍼灸柔整専門学校柔整科第二部

## 指導歴
- 2001年 - 2002年 宮城県教員男子バスケットボールチーム アスレティックトレーナー
- 2002年 - 2004年 一関学院高等学校女子バスケットボール部 アスレティックトレーナー
- 2002年 - 2011年 宮城県塩釜高等学校サッカー部 アスレティックトレーナー
- 2005年 - 2014年 聖和学園高等学校女子バスケットボール部 アスレティックトレーナー
- 2008年 - 2014年 東北ベースボールアカデミー トレーニングコーチ
- 2008年 - 2014年 宮城県泉高等学校サッカー部 フィジカルコーチ
- 2013年 - 2014年 DUOPARK.FC フィジカルコーチ
- 2014年 - 2015年 徳島ヴォルティス チーフトレーナー
- 2016年 - 2017年 横浜FC ストレングス＆コンディショニングコーチ
- 2018年 - 2019年 横浜F・マリノス コンディショニングコーチ
- 2020年 - 同年11月 清水エスパルス フィジカルコーチ
- 2021年 マイナビ仙台レディース アカデミーフィジカルアドバイザーコーチ（仙台大学より出向）
- 2022年 - 2024年 アルビレックス新潟 フィジカルコーチ
- 2025年 - FC東京 フィジカルコーチ